# Швед Ірина Вікторівна
Іри́на Ві́кторівна Шве́д (Зеленько́) (нар. 1986, с. Хацьки, Черкаська область) — українська поетеса, член Національної спілки письменників України (2013).

## Біографія
Народилася 29 серпня 1986 в с. Хацьки на Черкащині. Закінчила Інститут філології та соціальних комунікацій Черкаського національного університету ім. Б. Хмельницького (2007). Працює бібліотекаркою у Черкаській міській бібліотеці для дітей спеціалістом інформаційно-організаційного
відділу Руськополянської ОТГ.

## Літературна діяльність
Поетеса.

Пише вірші зі шкільного віку. За часи навчання в університеті відвідувала студентське літературне об'єднання «Версії».

Авторка віршованих збірок:
- «Сів метелик на жирафу» (2012);
- «Переселення» (2012).

Публікації в колективних збірниках та газетній періодиці, зокрема, у таких виданнях як «Холодний Яр», «Ірпінські світанки», «Перше слово», «Незабаром», «Спалах», антології творів сучасних письменників «Літпошта» (2010).
Поезія І. Швед — переважно класична версифікована лірика, нерідко — строфи-мініатюри з образною семантикою «на межі» села й міста, з більшим ухилом у міську тематику. Кохання («ти» і «я»), пейзажистика, роздум над побаченим — теж серед характерних тем.

## Відзнаки
- Стипендіатка Міжнародної програми обдарованої молоді видавництва «Смолоскип» (2009).